# Якушкин, Евгений Иванович
Евгений Иванович Яку́шкин (1 [13] февраля 1826, Москва — 10 [23] мая 1905, Ярославль) — русский юрист, этнограф и библиограф

.

## Биография
Младший сын декабриста Ивана Дмитриевича и его жены Анастасии Васильевны Якушкиных. Родился 1 (13) февраля 1826 года в Москве, через полторы недели после ареста отца. Назван Евгением в честь близкого друга отца, декабриста Е. П. Оболенского.
Окончил юридический факультет Московского университета в 1847 году, после чего слушал за границей лекции по юридическим наукам. В 1848 году женился на Елене Густавовне Кнорринг, дочери майора Северского драгунского полка Густава Карловича фон Кнорринга (1794—1831). В следующем году поступил на государственную службу. В 1853 и 1855—1856 годах ездил в командировки в Сибирь, где виделся в Ялуторовске, а затем в Иркутске со своим отцом и познакомился со многими декабристами. Служа по Межевому корпусу, Якушкин состоял преподавателем законоведения в Константиновском межевом училище в Москве.
В 1859 году перешёл на службу в Ярославль управляющим палатой государственных имуществ; здесь он принял самое близкое участие, как член губернского присутствия, в проведении крестьянской реформы в Ярославской губернии; когда закончилось устройство быта государственных крестьян, Якушкин перешёл в управляющие ярославской казённой палаты и занимал это место до 1884 года. Так как он был вместе с тем, по должности, членом губернского присутствия по крестьянским делам, то всё выкупное дело в губернии шло через его руки. Сам Е. И. Якушкин освободил своих крестьян полностью, без выкупа и с землёй. В 1860-х годах он был в числе учредителей и учителей воскресной школы в Ярославле, и в числе учредителей общества вспомоществования учащимся и его председателем. В 1874 году был произведён в действительные статские советники, в 1885-м вышел в отставку.
С молодых лет ему были близки литературные интересы. Ещё в 1850-х годах Якушкин начал печатать статьи и заметки в журналах по общественной и литературной истории; большое значение имели статьи его о сочинениях Пушкина в «Библиографических записках» 1858 года, давшие важные дополнения, по подлинникам и по копиям, к тексту Пушкина. Зная лично близко многих декабристов, Якушкин собрал много материалов, касающихся их деятельности, ссылки декабристов и пр. По его инициативе были написаны и напечатаны такие важные мемуары, как воспоминания Басаргина, Пущина, Оболенского, Штейнгеля, Якушкина-старшего и других декабристов. Один из тайных корреспондентов «Полярной звезды», в начале 1860-х годов был близок к обществу «Земля и воля». До преклонных лет находился под наблюдением полиции.
Якушкин близко изучил крестьянское дело и условия крестьянского быта, и это отразилось на направлении его научно-литературной деятельности в область этнографии, в частности — обычного права. Его многолетний труд — библиография обычного права — не только единственный в своём роде, но замечателен и как работа библиографическая вообще. Первый выпуск «Обычного права» вышел в 1875 году, второй — в 1896 году, третий («Обычное право русских инородцев») — в 1899 году, четвёртый (посвящённый крестьянскому землевладению) — в 1909 году. Им составлены также «Материалы для словаря народного языка в Ярославской губернии» (Ярославль, 1896).
Е. И. Якушкин постепенно составил себе обширную библиотеку (около 15 000 томов), в которой было много книг по всем отраслям знания, немало библиографических редкостей, а некоторые отделы были известны своей полнотой. Часть книг из неё Якушкин передал в дар библиотекам Москвы и Ярославля. После его смерти библиотека перешла к его сыну Вячеславу — исследователю русской истории и истории русской литературы. В дальнейшем библиотека поступила в Московский городской народный университет имени А. Л. Шанявского.
Умер Е. И. Якушкин в Ярославле 10 (23) мая 1905 года.

## Семья
- Первая жена (13.02.1848, Париж) — Елена Густавовна Кнорринг (1826—1873)[8], дочь майора драгунского полка Густава Фёдоровича Кнорринга. Их дети:
  - Ольга (1849[9]—1852[10]) умерла в младенчестве.
  - Анастасия Евгеньевна (1852—1923[11]) замужем за сенатором Н. А. Тройницким.
  - Софья Евгеньевна (1853 — не раньше 1937, США) замужем за членом окружного суда в Баку Никанором Александровичем Шубиным[12]. Её дочь Екатерина была замужем за И. Б. Розеном[13].Марья Александровна Бизеева
  - Вячеслав Евгеньевич (1856—1912) — историк, публицист и общественный деятель.
  - Евгений Евгеньевич (1859[11]—1930) — преподаватель древних языков, директор 7-й московской гимназии.
- Вторая жена (c 1880) — Мария Александровна Бизеева (около 1837 — не ранее ноября 1917)[9], по словам современника, столь поздний брак Якушкина удивил многих. Его избранница была не только стара, но и нехороша собою и неумна, что не мешало ей считать себя большою умницею, а по внешности особою очаровательною. Правда, несмотря на порою злой, из-за дурашливой болтливости язык, была, она в сущности, очень доброй и с нежностью заботилась о воспитании детей своей покойной сестры Шиповой. Любопытно, что у Якушкина был соперник — другой претендент на перезрелые руку и сердце Марии Александровны — старичок помещик-гусар, А. Г. Высоцкий. Бизеева напропалую кокетничала с обоими претендентами и остановила свой выбор на Евгении Ивановиче[14]. Брак этот был вполне удачным, супруги жили в добром согласии и, насколько возможно, счастливо. Перед революцией жила в имении племянника И. П. Шипова в селе Марьинское Марьинско-Александровской волости Нерехтского уезда[15].

## Сочинения
- Молитвы и заговоры в Пошехонском уезде. — Ярославль, 1869;
- Материалы для словаря народного языка в Ярославской губернии. — Ярославль, 1896;
- Обычное право: Материалы для библиографии обычного права. — М., Ярославль, 1875—1909;
- Обычное право русских инородцев. Материалы для библиографии обычного права. — М., 1899;
- Волостные суды в Ярославской губернии // Юридический вестник. — 1872. — № 3;
- О круговой поруке // Русские ведомости. — 1886;
- Крестьянская община и передел земли //Русские ведомости. — 1893. — № 148.